# Torneo de Basilea 2019
El Swiss Indoors 2019 fue un torneo de tenis perteneciente al ATP Tour 2019 en la categoría ATP World Tour 500. El torneo tuvo lugar en la ciudad de Basilea (Suiza) desde el 21 hasta el 27 de octubre de 2019 sobre canchas duras.

## Distribución de puntos
| Modalidad            | Campeón | Finalista | Semifinales | Cuartos de final | 2.ª ronda | 1.ª ronda | Clasificados | 2.ª ronda de clasificación | 1.ª ronda de clasificación |
| Individual masculino | 500     | 330       | 200         | 100              | 50        | 0         | 25           | 13                         | 0                          |
| Dobles masculino     | 500     | 300       | 180         | 90               | –         | –         | 45           | 25                         | 0                          |

## Cabezas de serie

### Individuales masculino
| Tenista            | Ranking | Preclasificado |
| Roger Federer      | 3       | 1              |
| Alexander Zverev   | 6       | 2              |
| Stefanos Tsitsipas | 7       | 3              |
| Roberto Bautista   | 10      | 4              |
| Fabio Fognini      | 12      | 5              |
| David Goffin       | 14      | 6              |
| Stan Wawrinka      | 18      | 7              |
| Benoît Paire       | 23      | 8              |

- Ranking del 14 de octubre de 2019.[2]

### Dobles masculino
| Tenistas                           | Ranking | Preclasificados |
| Marcel Granollers Horacio Zeballos | 12      | 1               |
| Raven Klaasen Michael Venus        | 21      | 2               |
| Kevin Krawietz Andreas Mies        | 29      | 3               |
| Jean-Julien Rojer Horia Tecău      | 43      | 4               |

## Campeones

### Individual masculino
Roger Federer venció a  Álex de Miñaur por 6-2, 6-2

### Dobles masculino
Jean-Julien Rojer /  Horia Tecău vencieron a  Taylor Fritz /  Reilly Opelka por 7-5, 6-3